# IC 1629
IC 1629 је галаксија у сазвјежђу Кит која се налази на листи објеката дубоког неба у Индекс каталогу.
Деклинација објекта је + 2° 34' 5" а ректасцензија 1h 9m 18,1s. Привидна величина (магнитуда) објекта IC 1629 износи 14,4 а фотографска магнитуда 15,4. IC 1629 је још познат и под ознакама CGCG 385-9, NPM1G +02.0045, PGC 4122.